# Elaeagnus xizangensis
Elaeagnus xizangensis — вид квіткових рослин з родини маслинкових (Elaeagnaceae). Поширення: південно-східний Тибет. Населяє ліси на висотах ≈ 2400 метрів.

## Біоморфологічна характеристика
Це вічнозелений кущ. Старіші гілки сірі або чорнуваті; молоді гілки червонувато-коричневі, зі щільними лусками кольору іржі. Ніжка листка іржаво-коричнева, 8–12 мм; листова пластинка знизу білувата, зверху зелена, еліптична або широкоеліптична, рідше яйцеподібно-еліптична, 6–9.5 × 2.5–4.5 см, знизу з густими сріблястими лусками, змішаними з рідкіснішими коричневими, спочатку зверху з білими або коричневими лусками, пізніше гола, бічні жилки по 5–7 з кожного боку середньої жилки, під кутом 50°–60° до неї, знизу підняті, зверху неяскраві, основа округла, край цільний, верхівка гостра, загострена або хвостато-загострена. Квітки 1–5 на пазушних пагонах. Чашечка біла, зовні густо срібляста та рідко коричнева луската; трубка трубчасто-лійчаста, злегка 4-ребриста, ≈ 6 мм; частки яйцеподібно-трикутні, ≈ 3 × 2.3 мм, всередині рідко біло зірчасто-волосаті. Незрілий плід еліпсоїдний або оберненояйцеподібно-еліпсоїдний, ≈ 1.6 × 0.6 см.